# Данні Маккелі
Данні Маккелі (нід. Danny Makkelie; нар. 28 січня 1983 року, Віллемстад, Кюрасао) — нідерландський футбольний арбітр. Належить до категорії ФІФА з 2011. За професією поліцейський.

## Кар'єра

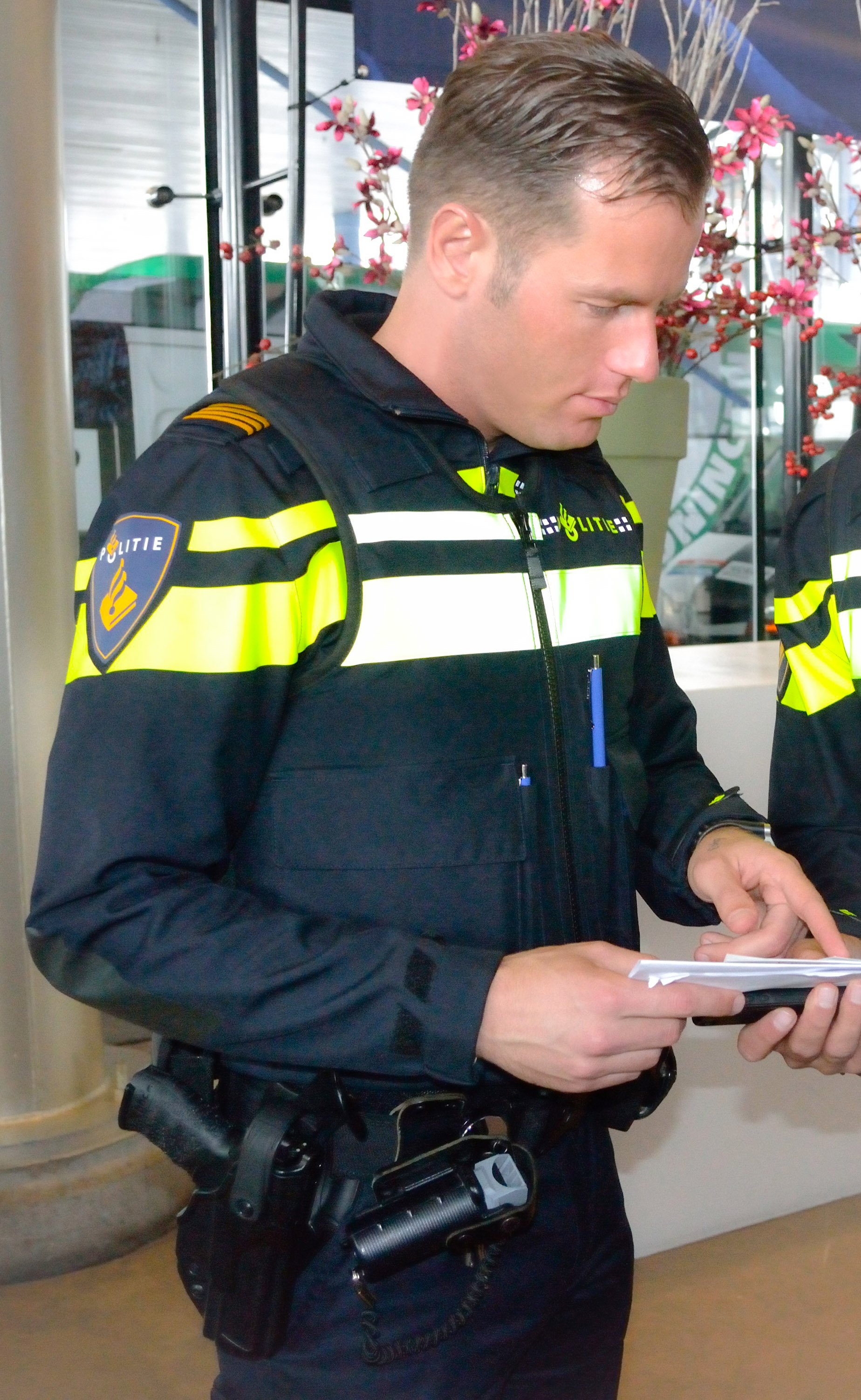
Данні у формі поліцейського.

Кар'єру судді Данні розпочав у віці 16 років, у професійному футболі дебютує в 2005 році, у віці 22 років. З листопада 2009 року судить матчі Ередивізі, дебют відбувся у матчі «Гераклес» (Алмело) та «Спарта» (Роттердам).
З 1 січня 2011 арбітр ФІФА. У липні 2012 судить матчі юнацького чемпіонату Європи U-19, зокрема:
- Естонія — Греція 1:4
- Франція — Англія 1:2
- Іспанія — Греція 1:0

Восені 2012 дебютував у Лізі Європи.
21 жовтня 2014 дебютує в Лізі чемпіонів, судив матч третього туру між «Челсі» та «Марибор» 6:0.
На початку 2015 був обраний УЄФА до списку головних арбітрів молодіжного чемпіонату Європи 2015, відсудив такі матчі:
- Англія — Португалія 0:1
- Чехія — Німеччина 1:1

У жовтні 2015 ФІФА включила Данні до списку арбітрів, що обслуговували юнацький чемпіонат світу U-17, який відбувся в Чилі.
Він був обраний для участі у чемпіонаті світу з футболу 2018 року, як суддю-відеоасистента, зокрема на фінальний матч.
18 серпня 2020 призначений головним арбітром матчу на фінал Ліги Європи.
21 квітня 2021 року УЄФА обрало його головним арбітром на Євро-2020 однією з 19 суддівських бригад.
Провідне іспанське видання Marca розкритикувало дії головного арбітра в півфінальному матчі Євро-2020 між збірними Англії та Данії. Маккелі призначив в додатковий час сумнівний пенальті у ворота данців після того як в штрафному майданчику впав Рахім Стерлінг.
У 2022 році обраний арбітром на ЧС 2022 у Катарі.

## Статистика

### Фінали національних кубків
| Дата           | Стадіон         | Місто     | Клуби                     | Рахунок          | Турнір            | ЖК | YK · YK · RK | RK |
| -------------- | --------------- | --------- | ------------------------- | ---------------- | ----------------- | -- | ------------ | -- |
| 25 травня 2014 | Зімбру          | Кишинів   | Шериф – Зімбру            | 1 – 3            | Кубок Молдови     | 5  | 0            | 1  |
| 3 серпня 2014  | Амстердам-Арена | Амстердам | Зволле – Аякс (Амстердам) | 1 – 0            | Кубок Нідерландів | 4  | 0            | 0  |
| 30 квітня 2017 | Де Кейп         | Роттердам | АЗ – Вітессе              | 0 – 2            | Кубок Нідерландів | 2  | 0            | 0  |
| 5 серпня 2017  | Де Кейп         | Роттердам | Феєнорд – Вітессе         | 1 – 1 (пен. 4:2) | Кубок Нідерландів | 4  | 0            | 0  |

### Матчі національних збірних
| Дата              | Стадіон                           | Місто           | Збірні                         | Рахунок | Турнір               | ЖК | YK · YK · RK | RK |
| ----------------- | --------------------------------- | --------------- | ------------------------------ | ------- | -------------------- | -- | ------------ | -- |
| 5 червня 2012     | Тіволі Ной                        | Інсбрук         | Австрія – Румунія              | 0 – 0   | Товариський матч     | 1  | 0            | 0  |
| 12 жовтня 2012    | Пасєнки                           | Братислава      | Словаччина – Латвія            | 2 – 1   | Кваліфікація ЧС 2014 | 6  | 0            | 0  |
| 6 вересня 2013    | Віндзор-Парк                      | Белфаст         | Північна Ірландія – Португалія | 2 – 4   | Кваліфікація ЧС 2014 | 6  | 1            | 2  |
| 27 березня 2015   | Свісспорарена                     | Люцерн          | Швейцарія – Естонія            | 3 – 0   | Кваліфікація ЧЄ 2016 | 4  | 0            | 0  |
| 10 червня 2015    | Рейн Енергі Штадіон               | Кельн           | Німеччина – США                | 1 – 2   | Товариський матч     | 2  | 0            | 0  |
| 4 вересня 2015    | Жозе Алваладе                     | Лісабон         | Португалія – Франція           | 0 – 1   | Товариський матч     | 2  | 0            | 0  |
| 9 жовтня 2016     | Філіпп II                         | Скоп'є          | Північна Македонія – Італія    | 2 – 3   | Кваліфікація ЧС 2018 | 4  | 0            | 0  |
| 3 вересня 2017    | Групама Арена                     | Будапешт        | Угорщина – Португалія          | 0 – 1   | Кваліфікація ЧС 2018 | 5  | 0            | 1  |
| 5 жовтня 2017     | Віндзор Парк                      | Белфаст         | Північна Ірландія – Німеччина  | 1 – 3   | Кваліфікація ЧС 2018 | 0  | 0            | 0  |
| 14 листопада 2017 | Ян Брейдел                        | Брюгге          | Бельгія – Японія               | 1 – 0   | Товариський матч     | 1  | 0            | 0  |
| 8 вересня 2018    | Вемблі                            | Лондон          | Англія – Іспанія               | 1 – 2   | Ліга націй 2018—2019 | 5  | 0            | 0  |
| 12 жовтня 2018    | Стадіон Університету короля Сауда | Ер-Ріяд         | Саудівська Аравія – Бразилія   | 0 – 2   | Товариський матч     | 1  | 0            | 1  |
| 17 листопада 2018 | Сан-Сіро                          | Мілан           | Італія – Португалія            | 0 – 0   | Ліга націй 2018—2019 | 6  | 0            | 0  |
| 26 березня 2019   | Бліно поле                        | Зениця          | Боснія і Герцеговина – Греція  | 2 - 2   | Кваліфікація ЧЄ 2020 | 3  | 0            | 1  |
| 7 вересня 2019    | Фаділь Вокрі                      | Приштина        | Косово – Чехія                 | 2 - 1   | Кваліфікація ЧЄ 2020 | 3  | 0            | 0  |
| 10 жовтня 2019    | Філіпп II                         | Скоп'є          | Північна Македонія – Словенія  | 2 - 1   | Кваліфікація ЧЄ 2020 | 5  | 0            | 0  |
| 15 листопада 2019 | Кібунпарк                         | Санкт-Галлен    | Швейцарія – Грузія             | 1 - 0   | Кваліфікація ЧЄ 2020 | 3  | 0            | 0  |
| 8 вересня 2020    | Френдз Арена                      | Сульна          | Швеція – Португалія            | 0 – 2   | Ліга націй 2020—2021 | 3  | 1            | 0  |
| 8 жовтня 2020     | Тоше Проескі                      | Скоп'є          | Північна Македонія – Косово    | 2 – 1   | Плей-оф ЧЄ 2020      | 7  | 0            | 0  |
| 15 листопада 2020 | Ден Дреф                          | Геверле         | Бельгія – Англія               | 2 – 0   | Ліга націй 2020—2021 | 3  | 0            | 0  |
| 11 червня 2021    | Олімпійський стадіон              | Рим             | Туреччина – Італія             | 0 – 3   | Євро-2020            | 2  | 0            | 0  |
| 16 червня 2021    | Хрестовський                      | Санкт-Петербург | Фінляндія – Росія              | 0 – 1   | Євро-2020            | 5  | 0            | 0  |
| 29 червня 2021    | Вемблі                            | Лондон          | Англія – Німеччина             | 2 – 0   | Євро-2020            | 5  | 0            | 0  |
| 7 липня 2021      | Вемблі                            | Лондон          | Англія – Данія                 | 2 – 1   | Євро-2020            | 2  | 0            | 0  |

### Континентальні кубки
| Дата              | Клуби                                         | Рахунок | Турнір                      | ЖК | YK · YK · RK | RK |
| ----------------- | --------------------------------------------- | ------- | --------------------------- | -- | ------------ | -- |
| 21 липня 2011     | Ред Булл (Зальцбург) – Металургс (Лієпая)     | 0 – 0   | Кваліфікація Ліги Європи    | 3  | 0            | 0  |
| 28 липня 2011     | Атлетіко (Мадрид) – Стремсгодсет              | 2 – 1   | Кваліфікація Ліги Європи    | 3  | 0            | 1  |
| 24 липня 2012     | Желєзнічар (Сараєво) – Марибор                | 1 – 2   | Кваліфікація Ліги Європи    | 6  | 2            | 1  |
| 9 серпня 2012     | Славен Белупо – Атлетік (Більбао)             | 2 – 1   | Кваліфікація Ліги Європи    | 7  | 0            | 0  |
| 25 жовтня 2012    | Спарта (Прага) – Хапоель (Кір'ят-Шмона)       | 3 – 1   | Ліга Європи                 | 4  | 0            | 0  |
| 22 листопада 2012 | Ньюкасл Юнайтед – Марітіму                    | 1 – 1   | Ліга Європи                 | 0  | 0            | 0  |
| 25 липня 2013     | Хазар-Ланкаран – Маккабі (Хайфа)              | 0 – 8   | Кваліфікація Ліги Європи    | 3  | 0            | 0  |
| 7 серпня 2013     | Шериф – Динамо (Загреб)                       | 0 – 3   | Кваліфікація Ліги Європи    | 4  | 0            | 0  |
| 29 серпня 2013    | Спартак (Москва) – Санкт-Галлен               | 2 – 4   | Кваліфікація Ліги Європи    | 3  | 0            | 0  |
| 7 листопада 2013  | Тромсе – Анжі                                 | 0 – 1   | Ліга Європи                 | 5  | 0            | 0  |
| 12 грудня 2013    | Реал Бетіс – Рієка                            | 0 – 0   | Ліга Європи                 | 2  | 0            | 0  |
| 30 липня 2014     | Ольборг – Динамо (Загреб)                     | 0 – 1   | Кваліфікація Ліги чемпіонів | 1  | 0            | 0  |
| 28 серпня 2014    | Мідтьюлланн – Панатінаїкос                    | 1 – 2   | Кваліфікація Ліги Європи    | 4  | 0            | 0  |
| 2 жовтня 2014     | Астерас – Партизан                            | 2 – 0   | Ліга Європи                 | 6  | 0            | 0  |
| 21 жовтня 2014    | Челсі - Марибор                               | 6 – 0   | Ліга чемпіонів              | 1  | 0            | 0  |
| 26 лютого 2015    | Олімпіакос (Пірей) - Дніпро (Дніпропетровськ) | 2 – 2   | Ліга Європи                 | 7  | 0            | 1  |
| 4 серпня 2015     | Монако - Янг Бойз                             | 4 – 0   | Кваліфікація Ліги чемпіонів | 3  | 0            | 0  |
| 20 серпня 2015    | Спарта (Прага) - Тун                          | 3 – 1   | Кваліфікація Ліги Європи    | 1  | 0            | 0  |
| 16 вересня 2015   | Баєр 04 - БАТЕ                                | 4 – 1   | Ліга чемпіонів              | 4  | 0            | 0  |
| 8 грудня 2015     | Манчестер Сіті - Боруссія (Менхенгладбах)     | 4 – 2   | Ліга чемпіонів              | 0  | 0            | 0  |
| 25 лютого 2016    | Базель - Сент-Етьєн                           | 2 – 1   | Ліга Європи                 | 6  | 0            | 2  |
| 23 серпня 2016    | Стяуа - Спарта (Прага)                        | 2 – 0   | Кваліфікація Ліги чемпіонів | 2  | 0            | 0  |
| 25 серпня 2016    | Грассгоппер - Фенербахче                      | 0 – 2   | Кваліфікація Ліги Європи    | 3  | 0            | 0  |
| 28 вересня 2016   | Арсенал - Базель                              | 2 – 0   | Ліга чемпіонів              | 2  | 0            | 0  |
| 2 листопада 2016  | Боруссія (Дортмунд) - Спортінг (Лісабон)      | 1 – 0   | Ліга чемпіонів              | 4  | 0            | 0  |
| 16 лютого 2017    | Вільярреал - Рома                             | 0 – 4   | Ліга Європи                 | 2  | 0            | 0  |
| 9 березня 2017    | Олімпіакос (Пірей) - Бешикташ                 | 1 – 1   | Ліга Європи                 | 2  | 0            | 0  |
| 22 серпня 2017    | Рієка - Олімпіакос (Пірей)                    | 0 – 1   | Кваліфікація Ліги чемпіонів | 6  | 0            | 0  |
| 13 вересня 2017   | Ліверпуль - Севілья                           | 2 – 2   | Ліга чемпіонів              | 5  | 0            | 1  |
| 31 жовтня 2017    | Селтік - Баварія (Мюнхен)                     | 1 – 2   | Ліга чемпіонів              | 0  | 0            | 0  |
| 5 грудня 2017     | Челсі - Атлетіко (Мадрид)                     | 1 – 1   | Ліга чемпіонів              | 2  | 0            | 0  |
| 13 березня 2018   | Манчестер Юнайтед - Севілья                   | 1 – 2   | Ліга чемпіонів              | 5  | 0            | 0  |
| 4 квітня 2018     | Барселона - Рома                              | 4 – 1   | Ліга чемпіонів              | 2  | 0            | 0  |
| 30 серпня 2018    | РБ Лейпциг - Зоря (Луганськ)                  | 3 – 2   | Кваліфікація Ліги Європи    | 3  | 0            | 0  |
| 18 вересня 2018   | Брюгге - Боруссія (Дортмунд)                  | 0 – 1   | Ліга чемпіонів              | 2  | 0            | 0  |
| 17 листопада 2018 | Ліон - Гоффенгайм 1899                        | 2 – 2   | Ліга чемпіонів              | 7  | 0            | 1  |
| 27 листопада 2018 | ЦСКА (Москва) - Вікторія                      | 2 – 2   | Ліга чемпіонів              | 7  | 0            | 1  |
| 12 лютого 2019    | Рома - Порту                                  | 2 – 1   | Ліга чемпіонів              | 2  | 0            | 0  |
| 5 березня 2019    | Боруссія (Дортмунд) - Тоттенгем Готспур       | 0 – 1   | Ліга чемпіонів              | 0  | 0            | 0  |
| 17 квітня 2019    | Порту - Ліверпуль                             | 1 – 4   | Ліга чемпіонів              | 2  | 0            | 0  |
| 9 травня 2019     | Валенсія - Арсенал                            | 2 – 4   | Ліга Європи                 | 5  | 0            | 0  |
| 21 серпня 2019    | Янг Бойз - Црвена Звезда                      | 2 – 2   | Кваліфікація Ліги чемпіонів | 4  | 0            | 0  |
| 18 вересня 2019   | Атлетіко (Мадрид) - Ювентус                   | 2 – 2   | Ліга чемпіонів              | 3  | 0            | 0  |
| 22 жовтня 2019    | Олімпіакос (Пірей) - Баварія (Мюнхен)         | 2 – 3   | Ліга чемпіонів              | 4  | 0            | 0  |
| 5 листопада 2019  | Боруссія (Дортмунд) - Інтер                   | 3 – 2   | Ліга чемпіонів              | 4  | 0            | 0  |
| 10 грудня 2019    | Ред Булл (Зальцбург) - Ліверпуль              | 0 – 2   | Ліга чемпіонів              | 1  | 0            | 0  |
| 11 березня 2020   | Ліверпуль - Атлетіко (Мадрид)                 | 2 – 3   | Ліга чемпіонів              | 3  | 0            | 0  |
| 6 серпня 2020     | Баєр 04 - Рейнджерс                           | 1 – 0   | Ліга Європи                 | 5  | 0            | 0  |
| 15 серпня 2020    | Манчестер Сіті - Ліон                         | 1 – 3   | Ліга чемпіонів              | 4  | 0            | 0  |
| 21 серпня 2020    | Севілья - Інтернаціонале                      | 3 – 2   | Ліга Європи                 | 5  | 0            | 0  |